# Atina Johnston
Atina Johnston (* 12. Oktober 1971 in Regina, Saskatchewan als Atina Ford) ist eine kanadische Curlerin.
Ihr internationales Debüt hatte Johnston 1991 bei der Curling-Juniorenweltmeisterschaft in Glasgow, wo sie die Goldmedaille gewann. 1997 wurde sie Weltmeisterin.
Johnston gehörte zur Mannschaft, die 1997 die kanadischen Olympic Curling Trails gewann, und vertrat Kanada bei den XVIII. Olympischen Winterspielen in Nagano im Curling als Ersatzspielerin. Die Mannschaft um Skip Sandra Schmirler gewann die olympische Goldmedaille nach einem 7:5-Sieg im Finale gegen Dänemark um Skip Helena Blach Lavrsen.

## Erfolge
- Olympiasiegerin 1998
- Weltmeisterin 1997
- 3. Platz Juniorenweltmeisterschaft 1991